# Carlo Capone
Carlo Capone (Gassino Torinese, Itàlia, 12 d'abril de 1957) és un pilot de ral·li italià, actualment retirat, que va ser guanyador del Campionat d'Europa de Ral·lis de l'any 1984, el qual va guanyar amb un Lancia Rally 037.

## Trajectòria
Carlo Capone debuta als ral·lis a nivell nacional l'any 1975, disputant els seus primers ral·lis amb un Autobianchi A112 Abarth 70HP, passant a formar part dels equips Grifone i Jolly Club.
L'any 1983 fitxa per la marca italiana Lancia, donant el salt al Campionat d'Europa de Ral·lis amb Sergio Cresto com a copilot a bord d'un Lancia Rally 037. L'any 1984 aconsegueix guanyar el Campionat d'Europa per davant del finlandès Henri Toivonen qui, malgrat disputar el europeu amb un Porsche 911, ja corria proves del Campionat Mundial amb la marca italiana. Precisament Capone culpà a Toivonen de ser un obstacle per ell dins de Lancia per les seves aspiracions d'arribar al mundial, realitzant polèmiques declaracions i enfrontaments amb la marca que desencadenaran amb la sortida abrupte de l'italià de Lancia.
Acomiadat de Lancia, Capone obté fama de pilot conflictiu i no troba equip amb el que seguir progressant la seva carrera esportiva. En paral·lel, problemes familiars també el porten a caure en la depressió i abandonar definitivament la competició.
La pel·lícula Veloce come il vento (2016), amb Stefano Accorsi i Matilda De Angelis, està dedicada a ell, tot i que en realitat no explica la seva història.